# Salzatal
Salzatal – gmina samodzielna w Niemczech, w kraju związkowym Saksonia-Anhalt, w powiecie Saale. Powstała 1 stycznia 2010 z połączenia gmin Beesenstedt, Bennstedt, Fienstedt, Höhnstedt, Kloschwitz, Lieskau, Salzmünde, Schochwitz i Zappendorf.